# 3095 Omarkhayyam
3095 Omarkhayyam eller 1980 RT2 är en asteroid i huvudbältet som upptäcktes den 8 september 1980 av den rysk-sovjetiska och ukrainsk astronomen Ljudmila Zjuravljova vid Krims astrofysiska observatorium på Krim. Den har fått sitt namn efter den persiske poeten, matematiker, filosofen och astronomen, Omar Khayyam.
Asteroiden har en diameter på ungefär 30 kilometer.